# 緒方龍
緒方 龍（おがた りゅう、1895年1月 - 1955年3月）は、日本、満洲国、朝鮮の医師。

## 経歴
緒方道平の四男として福岡市に生まれる。祖父は緒方郁蔵。医学者緒方大象、政治家緒方竹虎は兄。1914年福岡県立中学修猷館、1917年7月第五高等学校医科を経て、1921年7月京都帝国大学医学部を卒業。
満洲国の斉斉哈爾鉄道病院院長、朝鮮の清津赤十字病院院長を歴任。戦後、福岡市の在外同胞援護会救療部聖福病院の初代院長となり、引揚者の医療救護にあたった。在職中の1955年3月死去。